# تيري أومالي
تيري أومالي هو قاضي كندي، ولد في 21 أكتوبر 1940 في تورونتو في كندا.

## وصلات خارجية
- تيري أومالي على موقع EliteProspects.com (الإنجليزية)
- تيري أومالي على موقع أوليمبيديا (الإنجليزية)